# エリー・ピカル
エリー・ピカル（Ellyas Pical、1960年3月24日 - ）は、インドネシアのプロボクサー。元IBF世界スーパーフライ級王者。同王座を3回獲得した。ウラース出身。インドネシアのプロボクサー史上初めての世界王者。

## 来歴
1982年12月10日、ジャカルタでプロデビュー。最終4回TKO勝ち。
1983年11月1日、インドネシアスーパーフライ級王者ウォンソ・インドラジトと対戦し12回判定勝ちを収め王座獲得に成功した。
1983年7月24日、エドワード・アベイと対戦し初黒星となる10回判定負け。
1984年5月19日、ピカル初の海外試合。韓国ソウルでOPBF東洋太平洋スーパーフライ級王座決定戦を後のOPBF東洋太平洋スーパーバンタム級王者鄭喜演と対戦し12回判定勝ちを収め王座獲得に成功した。
1984年10月7日、渡辺陸奥雄と対戦し6回TKO勝ちで初防衛に成功した。
1985年5月3日、世界初挑戦。ジャカルタのゲロラ・ブン・カルノ・スタジアムでIBF世界スーパーフライ級王者全周都と対戦し8回TKO勝ちでインドネシアのプロボクサー初の世界王者が誕生と同時に王座獲得に成功した。
1985年8月25日、ゲロラ・ブン・カルノ・スタジアムでワイネ・ムルホーランドと対戦し3回にダウンを奪うと最後はそのままレフェリーストップがかかり試合終了。3回2分10秒TKO勝ちで初防衛に成功した。
1986年2月15日、P.I.アリーナ・コロシアムでセサール・ポロンコと対戦し15回1-2(143-146、148-142、138-147)の判定負けを喫し3年振りの敗戦で2度目の防衛に失敗し王座から陥落した。
1986年7月5日、ゲロラ・ブン・カルノ・スタジアムでセサール・ポランコとダイレクトリマッチを行い、3回左フックがみぞおちに当たりダウンを奪いそのままカウントアウトで試合終了。3回2分40秒KO勝ちで5か月振りの王座返り咲きに成功した。
1986年12月3日、ゲロラ・ブン・カルノ・スタジアムで李 東春と対戦し10回2分30秒KO勝ちで再獲得後初防衛に成功した。
1987年2月28日、ゲロラ・ブン・カルノ・スタジアムでWBA世界スーパーフライ級王者カオサイ・ギャラクシーと対戦。事実上の王座統一戦になるはずだったが、試合当日にIBF世界スーパーフライ級王座を剥奪されたためWBA王座だけかけられる試合になった。試合はギャラクシーのペースで進み、自身初のKO負けとなる14回2分45秒TKO負けでIBFに続く王座獲得に失敗した。
1987年10月17日、張太日と対戦し15回2-1(145-138、147-137、142-143)の判定勝ちで8か月振りの王座再獲得に成功した。
1988年2月20日、GOR・パンスマでラウル・エルネスト・ディアスで14回にダウンを奪いペースを握ると15回2-1(135-138、146-139、144-143)の判定勝ちで14回にダウンを奪わなければディアスに負けるところだった。薄氷の勝利で再獲得後初防衛に成功した。
1988年9月4日、元OPBF東洋太平洋スーパーフライ級王者金基昌とゲロラ・11月10日・スタジアムで12回3-0(2者が118-110、117-112)の判定勝ちでピカルが鬼門となっていた2度目の防衛に成功した。
1989年2月25日、シンガポールのナショナルスタジアムでシンガポールで初めてのボクシング世界タイトルマッチをマイク・ヘルプスと対戦し12回2-1(116-112、117-115、113-115)の判定勝ちで薄氷の3度目の防衛に成功した。
1989年10月14日、インドネシアのプロボクサーで初のアメリカデビュー。バージニア州ロアノークのバレー・スポーツ・アリーナでファン・ポロ・ペレスと対戦し12回0-3(113-117、110-118、111-117)の判定負けで4度目の防衛に失敗し王座から陥落した。
1990年3月12日、後のWBC世界バンタム級王者グレグ・リチャードソンと対戦し10回0-2(94-98、95-97、95-95)の判定負けで再起に失敗した。
1990年11月10日、8回引き分けを最後に一旦現役を引退。
2000年5月28日、ジュヲノとの対戦で10回判定勝ちを最後に現役を引退した。

## 獲得タイトル
- インドネシアスーパーフライ級王座
- OPBF東洋太平洋スーパーフライ級王座
- IBF世界スーパーフライ級王座（1回目＝防衛1、2回目＝防衛1の後剥奪、3回目＝防衛3）